# Полемон (схоларх)
Полемон (дав.-гр. Πολέμων); близько 350—270/269 р. до н. е..) — давньогрецький філософ-платонік, схоларх Академії Платона в Афінах.

## Життя
Полемон народився в благополучній родині, батько Філострат був впливовим і заможним громадянином. У молодості Полемон вів розгульне і марнотратне життя, але одного разу, коли йому було близько тридцяти років, будучи напідпитку, на чолі таких же, як він, гуляк, випадково увірвався до школи Ксенократа. Ксенократ, незважаючи на несподіване гучне вторгнення, незворушно продовжив лекцію, і його міркування зацікавили Полемона. Через деякий час він порвав зі своїм минулим і став вести помірний спосіб життя. Ксенократ став для нього взірцем для наслідування. Завдяки старанності і здібностям, він був найкращим учнем школи та в 315 р. до н. е.., після смерті Ксенократа, став схолархом.
Полемон відомий своєю врівноваженістю, серйозністю, самовладанням і передовими переконаннями. Серед його учнів були Кратет Афінський, Крантор, Зенон Кітійскій та Аркесілай. Згідно з Євсевієм Кесарійським, Полемон помер у 270/269 р. до н. е.. (В інших рукописах — 276/275 р. до н. е..) Діоген Лаертський каже, що він жив відлюдником в саду Академії і помер у похилому віці від сухот. Кратет успадковував керівництво Академією.

## Особисте життя
Ероменом (молодшим коханцем) Полемона був Кратет Афінський. Тісні й тривалі стосунки Кратета та Полемона оспівувалася в античності. Діоген Лаертський зберіг епіграму поета Антагора, згідно з якою вони удвох після смерті об'єдналися в одній гробниці. Епіграма, за його словами, звучить так:
«Незнайомець, що проходить повз, розкажи, що тут

лежать богоподібні Кратет і Полемон;

двоє людей спорідненої шляхетності розуму;

з чиїх святих уст витікала чиста мудрість,

і вони праведним життям добре демонстрували

силу всіх своїх принципів і вчень».

## Філософія
Діоген Лаертський повідомляє, що за своїми поглядами Полемон був близький до Ксенократа, і стверджував, що потрібно вправлятися в справах, а не в діалектичних умогляду, "вивчити гармоніку за підручником, але без вправ — це все одно що дивувати всіх питаннями і суперечити самому собі в розпорядку власного життя ". Цінував Софокла і Гомера. Казав, що Гомер — це Софокл в епосі, а Софокл — це Гомер у трагедії.

## Твори
Згідно з Діогеном Лаертським, Полемон залишив кілька трактатів, але вже в словнику Суда (X століття) сказано, що жоден не зберігся. Климент Олександрійський цитує його (або іншого філософа на ім'я Полемон): «Щодо життя у злагоді з природою» (дав.-гр. ἐν τοῖς περὶ τοῦ κατὰ φύσιν βίου). Подібний пасаж є також у Цицерона, який говорив про Полемона, який вважає вищим щастям життя у згоді з законами природи.